# Bagh (Dhar)
Bagh (Hindi बाग) ist eine Kleinstadt mit etwa 11.000 Einwohnern im Distrikt Dhar im Südwesten des indischen Bundesstaats Madhya Pradesh.

## Lage und Klima
Bagh liegt am gleichnamigen Fluss in den südwestlichen Ausläufern des Vindhyagebirges in einer Höhe von ca. 240 m. Die Entfernung zur nordwestlich gelegenen Distriktshauptstadt Dhar beträgt knapp 85 km (Fahrtstrecke); die Millionenstadt Bhopal ist ca. 360 km entfernt. Das Klima ist für indische Verhältnisse eher gemäßigt; Regen (ca. 800–1000 mm/Jahr) fällt nahezu ausschließlich während der sommerlichen Monsunzeit.

## Bevölkerung
| Jahr      | 1991 | 2001 | 2011 |
| Einwohner | 6520 | 7415 | 9274 |

Die mehrheitlich Hindi sprechende Bevölkerung besteht zu etwa 74,5 % aus Hindus, zu ca. 22,5 % aus Moslems und zu ca. 2 % aus Jains; Christen, Sikhs, Buddhisten und andere bilden zahlenmäßig kleine Minderheiten. Wie bei Volkszählungen im Norden Indiens üblich, liegt der männliche Bevölkerungsanteil ungefähr 8 % höher als der weibliche.

## Wirtschaft
Die Landwirtschaft in den Dörfern der Umgebung spielt traditionsgemäß die primäre Rolle im Wirtschaftsleben der Region; Hauptanbauprodukte sind Weizen, Linsen und Sojabohnen. Die Stadt selbst fungiert als Zentrum für Handwerk, Handel und Dienstleistungen aller Art, wobei die Produktion von bedruckten Stoffen mit traditionellen islamischen Mustern eine bedeutsame Rolle spielt.

## Geschichte und Sehenswürdigkeiten
Bagh könnte bereits in der Gupta-Zeit (4.–6. Jahrhundert) existiert haben, denn etwa 5 km südlch der heutigen Kleinstadt befinden sich die buddhistischen Bagh-Höhlen, in denen sich Inschriften aus dieser Zeit erhalten haben.